# Jumeauville
Jumeauville là một xã nông nghiệp của Pháp, thuộc quận Mantes-la-Jolie, vùng Île-de-France).
Các xã giáp ranh: Épône về phía đông bắc, Maule về phía đông, Andelu về phía đông nam, Goupillières về phía nam, Hargeville về phía tây nam, Goussonville về phía tây và Mézières-sur-Seine về hướng bắc.

## Biến động dân số
| 1793 | 1800 | 1806 | 1821 | 1831 | 1836 | 1841 | 1846 | 1851 |
| ---- | ---- | ---- | ---- | ---- | ---- | ---- | ---- | ---- |
| 405  | 396  | 363  | 373  | 393  | 401  | 400  | 413  | 416  |

| 1856 | 1861 | 1866 | 1872 | 1876 | 1881 | 1886 | 1891 | 1896 |
| ---- | ---- | ---- | ---- | ---- | ---- | ---- | ---- | ---- |
| 433  | 413  | 415  | 420  | 416  | 408  | 434  | 381  | 385  |

| 1901 | 1906 | 1911 | 1921 | 1926 | 1931 | 1936 | 1946 | 1954 |
| ---- | ---- | ---- | ---- | ---- | ---- | ---- | ---- | ---- |
| 355  | 365  | 363  | 331  | 330  | 318  | 299  | 270  | 332  |

| 1962                                         | 1968 | 1975 | 1982 | 1990 | 1999 | - | - | - |
| -------------------------------------------- | ---- | ---- | ---- | ---- | ---- | - | - | - |
| 340                                          | 346  | 354  | 552  | 532  | 554  | - | - | - |
| Số liệu kể từ 1962 : dân số không tính trùng |      |      |      |      |      |   |   |   |